# Boris Berezovski (pianist)
Boris Vadimovitsj Berezovski (Russisch: Борис Вадимович Березовский) (Moskou, 4 januari 1969) is een Russisch pianist.

## Biografie
Boris Berezovski kreeg zijn eerste pianolessen op vijfjarige leeftijd. Hij studeerde later bij Elisso Virsaladze aan het conservatorium van Moskou, en nam privé-lessen bij Alexander Satz. In 1988 maakte Berezovski zijn debuut in Londen met een recital in Wigmore Hall. The Times beschreef hem bij deze gelegenheid als "an artist of exceptional promise, a player of dazzling virtuosity and formidable power". Twee jaar later werd deze belofte werkelijkheid toen hij de Eerste Prijs won tijdens het Internationaal Tsjaikovski-concours in 1990 in Moskou.
Boris Berezovski was te gast bij orkesten zoals het Koninklijk Concertgebouworkest, New York Philharmonic, Philadelphia Orchestra, Orchestre de la Monnaie, Rotterdams Philharmonisch Orkest, met dirigenten als Kurt Masur, Wolfgang Sawallisch, Vladimir Asjkenazi en Michail Pletnev. 
In januari 2001 heeft hij in de beroemde Zaterdagmatinee-serie in het Amsterdamse Concertgebouw een eclatant succes gehad toen hij op het laatste moment inviel voor Emanuel Ax met het tweede pianoconcert van Brahms bij het Radio Filharmonisch Orkest Holland onder leiding van Edo de Waart.
Voor zijn opnamen van de études van Chopin ontving Berezovski de "Preis der Deutschen Schallplattenkritik". Daarnaast verschenen solo piano opnamen met Schumann en Rachmaninov repertoire en de complete Études d'exécution transcendante van Liszt. De internationale pers ontving  zijn opname van Gaspard de la nuit met groot enthousiasme, en ook zijn opname van het 3e pianoconcert van Rachmaninov met The London Philharmonia Orchestra onder leiding van Eliahu Inbal oogstte veel lof en kreeg o.a. in het maandblad Luister een 10. Verder verscheen Tsjaikovski's eerste pianoconcert, live opgenomen in de Grote Zaal van het Moskous Conservatorium en Schubert/Liszt: Wanderer Fantasie, een live opgenomen debuut met het New York Philharmonic en Kurt Masur in september 1997.
Oorlog in Oekraïne 
Op 16 maart 2022 berichtte de Franse zender Franceinfo Culture dat Berezovski tijdens een praatprogramma van de Russische staatszender Kremlin Pervy Kanal op 10 maart 2022 krachtig heeft gepleit voor het afsnijden van elektriciteit van Oekraïne door Rusland om de belegering van Kiev te bespoedigen. Ook stelde hij dat de berichten over de oorlog in de Westerse media 'pure leugens' betroffen.  Daarmee wekte hij grote verontwaardiging bij vele internationale collega's in de muziekwereld (o.a. pianisten Lars Vogt, Gabriela Montero,  Fins-Oekraïense dirigent Dalia Stasevska). 

## Discografie

### Solowerk
- Études van Chopin en diverse transcripties hiervan van Leopold Godowsky
- Récital Moessorgski, Rachmaninov, Balakirev, Medtner, Ljadov
- Werken van Schumann
- Préludes op. 23 en Préludes op. 32 van Rachmaninov
- Études d'Exécution Transcendante van Liszt

### Kamermuziek
- Trio's voor piano van Tsjaikovski en van Sjostakovitsj met Vadim Repin en Dimitri Yablonski
- Ein deutsches Requiem van Brahms, de versie voor 2 piano's met koor met Brigitte Engerer en het Chœur Accentus onder leiding van Laurence Equilbey
- Trio élégiaque van Rachmaninov en Trio voor piano nr. 2 van Sjostakovitsj met Alexander Kniazev en Dimitri Makhtin

### Concerten
- Concert nr. 1 van Tsjaikovski - Concert voor piano van Chatsjatoerjan met het Orchestre philharmonique de l'Oural onder leiding van Dimitri Liss
- Concert voor piano en Totentanz van Liszt